# Phaea nigromaculata
Phaea nigromaculata är en skalbaggsart som beskrevs av Bates 1881. Phaea nigromaculata ingår i släktet Phaea och familjen långhorningar. Inga underarter finns listade i Catalogue of Life.